# Fall Out Boy
Fall Out Boy ist eine 2001 gegründete Alternative-Rockband aus Wilmette, einem Vorort von Chicago. Die Band besteht aus den Gitarristen Patrick Stump und Joe Trohman, dem Bassisten Pete Wentz und Schlagzeuger Andy Hurley.
Mit Wentz als Texter und Stump als Komponisten hatte Fall Out Boy mit ihrem ersten großen Label-Debütalbum From Under the Cork Tree kommerziellen Erfolg. Das 2005 veröffentlichte Album gewann zahlreiche Auszeichnungen sowie Doppel-Platin in den Vereinigten Staaten. 2006 machte die Band ihre erste große Tournee.
Ihr 2007 veröffentlichtes Album Infinity on High war noch erfolgreicher als der Vorgänger. Es setzte sich mit über 260.000 verkauften Einheiten in der ersten Verkaufswoche gleich auf Platz 1 der Billboard 200. Die vorab veröffentlichte Single This Ain’t a Scene, It’s an Arms Race debütierte auf Platz 2 der Billboard Hot 100 und stand dort mehrere Wochen. Im Sommer 2007 spielte die Band beim Live-Earth-Konzert in New York und ging danach auf die weltweite Honda Civic Tour.
Am 2. Februar 2010 gab die Band eine „Pause auf unbestimmte Zeit“ bekannt, ohne jedoch ein offizielles Pressestatement abzugeben. Unterdessen sagte Leadsänger Stump in einem Interview, dass die Band sich definitiv nicht aufgelöst habe, sondern vielmehr eine Auszeit nähme, während einzelne Bandmitglieder an diversen Projekten arbeiteten.
Am 4. Februar 2013 gab die Band ihre „Wiedervereinigung“ bekannt und kündigte ein neues Album unter dem Titel Save Rock and Roll für den 15. April 2013 an. Im Januar 2015 erschien dann das Album American Beauty / American Psycho. Am 19. Januar 2018 wurde ihr siebtes Studio-Album Mania veröffentlicht.
Nach einer durch die COVID-19-Pandemie verschobenen Tour, gab die Band 2023 ihr achtes Album So Much (for) Stardust bekannt, das am 24. März 2023 erschien.

## Bandgeschichte

### Die Anfänge
Joe Trohman und Pete Wentz lernten sich durch ihr Agieren in der Chicagoer Hardcore-Punk-Szene kennen. Bereits in ihrer frühen Jugend spielten sie immer wieder in verschiedenen Bands, die jedoch nie lange Bestand hatten. 2001 beschlossen sie daher, eine Band zu gründen, die mehr ihren Jugendidolen wie etwa Green Day, Descendents, The Smiths oder The Offspring entsprachen. Als Trohman Patrick Stump traf, stellte er ihm Wentz vor. Sie sprachen nach dem ersten Kontakt über die Band Neurosis, für die sich beide interessierten. Stump sollte zwar eigentlich der Schlagzeuger der Band werden, stieg jedoch schnell als Sänger der Band ein, ohne jegliche Vorkenntnisse zu besitzen. Wentz holte noch seinen Freund Andy Hurley, mit dem er schon in diversen anderen Bands gespielt hatte, als Schlagzeuger in die Band. Gemeinsam entwickelten die vier schnell ihren eigenen Stil. Wentz war der eigentliche Frontmann von Fall Out Boy: Er war zwar nicht der Leadsänger, schrieb aber den Großteil der Songs und kommunizierte auch bei den Auftritten der Band mit dem Publikum.
Zu dem Namen „Fall Out Boy“ kam es, als die Band auf einer Universitätsparty, ihrem dritten Konzert, das Publikum nach einem geeigneten Namen fragte. Daraufhin schlug ein Fan „Fall Out Boy“ vor, auf den sich die Band schnell einigte. Hauptsächlich rührte der Name von der Serie Die Simpsons her, wo Fall Out Boy der Sidekick von Radioactive Man ist.

### 2002 bis 2006
Durch die große Begeisterung, die sie bei ihren Auftritten auslösten, wurden sie rasch motiviert, ein erstes Demotape aufzunehmen und dieses an diverse Plattenfirmen zu schicken – und erhielten sofort Zuspruch. Unterstützt von Uprising Records veröffentlichten sie 2003 ihr erstes Album, Fall Out Boy’s Evening Out with Your Girlfriend. Wenig später unterschrieb Fall Out Boy einen weiteren Plattenvertrag bei Fueled by Ramen und veröffentlichte noch im selben Jahr das zweite Album, Take This to Your Grave. Mit den Singles Grand Theft Autumn (Where Is Your Boy) und Saturday landete die Band erste Erfolge und erreichte mit dem Album in den USA Gold-Status. Der Song Reinventing the Wheel to Run Myself Over fand Verwendung im Burnout-3:-Takedown-Soundtrack.
Im Sommer 2003 unterschrieb die Band einen weiteren Plattenvertrag bei Island Records. Dort veröffentlichte sie am 18. Mai 2004 die Akustik-EP My Heart Will Always Be the B-Side to My Tongue.
Im Frühsommer 2005 veröffentlichte sie den Nachfolger From Under the Cork Tree. Enormen Auftrieb erhielt das Album durch die Schlagzeilen, in die Wentz einige Wochen zuvor geraten war, als er aufgrund einer Überdosis Antidepressiva beinahe gestorben wäre. Allerdings bestritt er später, mit den Medikamenten einen Selbstmordversuch begangen zu haben. From Under the Cork Tree erreichte Platz 9 der amerikanischen Charts, mit über 68.000 verkauften Einheiten in der ersten Woche. Das Album wurde in den USA mit Doppel-Platin für über 2,5 Millionen verkauften Einheiten alleine in den Vereinigten Staaten ausgezeichnet. Die Single Dance, Dance wurde im Burnout:-Revenge-Soundtrack verwendet.
Die Single Sugar, We’re Goin Down erreichte Platz 8 der Billboard Hot 100. Das passende Musikvideo wurde mehrfach ausgezeichnet. Die Band war 2006 für einen Grammy Award in der Kategorie Best New Artist nominiert. Die nächste Single, A Little Less Sixteen Candles, a Little More „Touch Me“, konnte jedoch nicht an den Erfolg der ersten beiden Singles anknüpfen.
Die Band trat 2005 zusammen mit weiteren wie The Starting Line, Motion City Soundtrack, Panic! at the Disco und Boys Night Out auf der Nintendo Fusion Tour auf. Es folgten weitere Auftritte bei der Black Clouds and Underdogs Tour zusammen mit The All-American Rejects, Well-Known Secret, Hawthorne Heights und From First to Last.

### 2007:Infinity on High
Fall Out Boys Album Infinity on High erschien am 2. März 2007 in Deutschland. In den USA debütierte das Album auf Platz 1 der Billboard 200 mit über 260.000 verkauften Einheiten in der ersten Verkaufswoche nach Veröffentlichung des Albums. Die erste Singleauskopplung aus dem Album This Ain’t a Scene, It’s an Arms Race stieg in der ersten Woche auf Platz 54 in den deutschen Single-Charts ein. In den USA erreichte die Single den zweiten Platz in den Billboard Hot 100, womit dies der höchste Einstieg einer Rockband seit I Don’t Want to Miss a Thing von Aerosmith aus dem Jahr 1998 wurde. Das Video hatte am 19. Dezember 2006 auf MTV US-Premiere. Bei MTV TRL stieg es in der ersten Woche auf Platz 1 ein.
In den USA erreichte das Album Infinity on High Platin- und in Australien Goldstatus. Die zweite Singleauskopplung wurde der Titel Thnks fr th Mmrs. Das Video hatte am 23. März 2007 auf der offiziellen Band-Website Weltpremiere. Die dritte Single des Albums ist „The Take Over, the Breaks Over“.
Fall Out Boy nahm an den Live-Earth-Konzerten am 7. Juli 2007 in New York City teil. Ihre Lieder 7 Minutes in Heaven und Snitches and Talkers Get Stitches and Walkers sind Bestandteil des Soundtracks des Computerspiels FlatOut 2. Außerdem ist die Band auf dem Album Shock Value von Timbaland zu hören. Fall Out Boy tourte nach der Veröffentlichung mit der Honda Civic Tour weltweit, um weiter das Album zu promoten. Fall Out Boy trat unter anderem mit +44, Cobra Starship, The Academy Is … und Paul Wall auf.
Am 11. April 2008 erschien ihre erste Live-DVD mit dem Titel Live in Phoenix. Die DVD wurde am 22. Juni 2007 bei einem Auftritt im Cricket Wireless Pavilion in Phoenix, Arizona aufgenommen. Während des Konzertes coverte die Band Michael Jacksons Beat It, außerdem fungierte John Mayer auf diesem zusätzlich als Gitarrist.
Fall Out Boy ist auf dem Album Paper Trail des Rappers T.I. im Song Out in the Cold zu hören.

### 2008:Citizens for Our Betterment
Wentz startete am 18. August 2008 eine Viralkampagne, um für das nächste Album Folie à deux zu werben. Die Kampagne startete, als die Website von Decaydance Records durch die Organisation Citizens for Our Betterment (CFOB) gehackt wurde. Das Projekt scheiterte jedoch, als Wentz herausfand, dass es nicht seine Organisation war, die die Website gehackt hatte. Am Tag nach dem Beginn der Kampagne verbreitete Ashlee Simpson in der Öffentlichkeit, dass die Seite gehackt worden sei. Die Band Copeland startete ebenfalls eine Kampagne mit demselben Hintergrund wie Fall Out Boy.

### 2008:Folie à deux
Fall Out Boy veröffentlichte am 12. Dezember 2008 ihr fünftes Studioalbum, Folie à deux, welches sich im Klang stark von seinen Vorgängern unterscheidet. Auf dem Album wirkten viele Künstler wie Elvis Costello, Lil Wayne, Brendon Urie von Panic! at the Disco, Gabe Saporta von Cobra Starship, Travie McCoy von Gym Class Heroes, Doug, Alex DeLeon von The Cab, William Beckett von The Academy Is …, Deborah Harry von Blondie und Pharrell Williams mit. In diesem Album sind die Singles I Don’t Care, What a Catch, Donnie und America’s Suitehearts enthalten.
Im Januar 2009 startete die Believers Never Die Tour Part Deux mit Cobra Starship, Metro Station, All Time Low und Hey Monday. Außerdem trat Fall Out Boy mit Kanye West und Kid Rock auf dem Youth Ball zum Amtsantritt von US-Präsident Barack Obama auf.
Am 27. April 2009 wurde die EP America’s Suitehearts: Remixed, Retouched, Rehabbed and Retoxed veröffentlicht. Sie enthält einen Remix vom blink-182-Bassisten Mark Hoppus. Fall Out Boy bildete zusammen mit Weezer die Vorgruppen von blink-182s Summer Reunion Tour 2009.

### 2009:Greatest Hits – Believers Never Die
Am 9. Oktober 2009 kündigte Fall Out Boy auf ihrer Homepage die Veröffentlichung eines Best-of-Albums an, das am 16. und 17. November weltweit veröffentlicht wurde. Das Album enthält alle Singles der Band und den neuen Song Alpha Dog. Zusätzlich sind drei Bonustitel enthalten, von denen einer zuvor unveröffentlicht war.

### 2010–2012: Nebenprojekte
Im Jahr 2010 gab die Band eine Pause auf unbestimmte Zeit bekannt. Während dieser Zeit widmeten die Bandmitglieder sich anderen Projekten: Stump veröffentlichte am 18. Oktober 2011 sein Soloalbum SoulPunk, zog sich aber wenige Monate später aus dem Rampenlicht zurück, um verstärkt als Produzent zu arbeiten. Trohman und Hurley gründeten zusammen mit anderen Musikern die Band The Damned Things und veröffentlichten 2010 ihr Debütalbum namens Ironiclast. Im Jahr 2012 tourte Trohman außerdem mit der Band With Knives, deren erstes Album Schadenfreude am 17. April 2012 veröffentlicht wurde. Hurley war währenddessen in der Band Enabler aktiv: Die Band veröffentlichte im Sommer 2012 das Debütalbum All Hail the Void. Wentz gründete die Band Black Cards zusammen mit Bebe Rexha und zwei weiteren Musikern. Nach dem Ausstieg Rexhas und des Gitarristen Spencer Peterson veränderte sich der Stil dieser Band drastisch. Black Cards traten nun zu zweit (Wentz und Peterson) als Electronic-Pop-DJ-Duo auf und veröffentlichten Anfang 2012 ein Mixtape und im Juli 2012 die EP Use Your Disillusion.

### 2013: Wiedervereinigung undSave Rock and Roll
Am 4. Februar 2013 gab die Band bekannt, dass nach drei Jahren Pause eine Wiedervereinigung bevorstünde und eine Albumveröffentlichung mit dem Titel Save Rock and Roll für Mai 2013 geplant sei. Gleichzeitig wurde mit My Songs Know What You Did In The Dark (Light Em Up) eine erste Singleauskopplung im Internet veröffentlicht. Das Album wurde am 12. April 2013 veröffentlicht, nachdem der genaue Veröffentlichungstermin bereits am 13. Februar bekannt gegeben worden war.

#### The Youngblood Chronicles
Am Tag der offiziellen Wiedervereinigung brachte die Band ein Musikvideo zur ersten Single My Songs Know What You Did in the Dark (Light Em Up) heraus. Zu jedem Lied des Albums solle es ein Musikvideo geben. Alle diese Musikvideos sind durch eine zusammenhängende Handlung verbunden. Im ersten Video werden alte CDs, Instrumente und Schallplatten verbrannt. Am Ende des Videos sieht man die Band gefesselt und mit Säcken auf dem Kopf hinten in einem Van sitzen.
Das zweite Video zum Lied The Phoenix erzählt die Vorgeschichte zum ersten Video. Stump trägt einen geheimnisvollen Koffer mit sich und nach und nach werden alle Bandmitglieder von mysteriösen Frauen entführt. Es wird gezeigt, wie Stump durch die Entführerinnen die Hand amputiert wird, mit der er sich an den Koffer gekettet hat.
Das dritte Video zu Young Volcanoes zeigt, wie Sänger Stump an einem reich gedeckten Tisch sitzt. Die anderen Bandmitglieder werden hereingebracht und auch an den Tisch gesetzt. Kurz darauf werden alle unter Drogen gesetzt und feiern mit den Entführerinnen, die dabei Schweinemasken tragen. Außerdem sieht man, dass Stump eine große Narbe am Bauch hat und ihm offensichtlich Organe entnommen und später von der Band unwissentlich verspeist wurden.
Im vierten Video zu Alone Together werden alle Bandmitglieder einzeln festgehalten und gequält. Zu Beginn sieht man wie der mysteriöse Koffer an eine Frau, die in einer Limousine mit dem Kennzeichen „Ratatat“ sitzt, übergeben wird. Im Laufe des Videos kann sich Wentz befreien sowie auf seiner Flucht ebenso Rapper Big Sean, der ebenfalls gefangen gehalten wurde. Wentz findet Stump, der an eine Maschine angeschlossen ist, und steckt ihm einen Piratenhaken auf den blutigen Stumpf. Daraufhin leuchten Stumps Augen gelblich. Danach wird Wentz wieder betäubt und alle Bandmitglieder werden wieder in den Van gebracht. Hierbei werden sie von Big Sean, der anscheinend unbemerkt aus dem Gebäude fliehen konnte, beobachtet.
Anschließend sieht man im Video The Mighty Fall, das an die Geschichte des ersten Videos anschließt, die Band in dem angezündeten Van. Die Band kann sich aber aus dem brennenden Van befreien. Jedoch versuchen Kinder, bewaffnet mit Dolchen, Baseballschlägern und diversen Waffen, die Bandmitglieder aufzuhalten. Die Band trennt sich und rennt weg. Stump wird von einem Jungen mit einem Kassettenrekorder verfolgt. Als er diesen anschaltet, ertönt eine Melodie, auf die Stump in eine Art Trance oder Hypnose verfällt. Dabei leuchten seine Augen gelblich. Doch der Rapper Big Sean tötet den Jungen und schaltet den Kassettenrekorder aus. Stumps Augen hören auf zu leuchten und er rennt weg. Big Sean wird jedoch von den Frauen mithilfe einer Axt getötet.
Im darauffolgenden Video Just OneYesterday wachen alle Bandmitglieder auf und suchen Hilfe: Stump findet diese bei einer Frau, gespielt von Foxes, und steigt in ihren Pick-up. Nach und nach sammeln sie alle Bandmitglieder ein. Foxes bringt alle zu einem Krankenhaus. Daraufhin verfärben sich ihre Augen schwarz. Sie drückt auf einen Knopf am Radio und es wird die Melodie von dem Kassettenrekorder abgespielt. Stumps Augen verfärben sich wieder gelblich und er verfolgt die anderen Bandmitglieder, um sie zu töten.
Im Video Where Did The Party Go irrt Stump durch das Krankenhaus, um die Bandmitglieder zu töten, die sich vor ihm versteckt haben. Währenddessen bildet er sich ein, er sei auf einer Party. Er findet jedoch Gitarrist Trohman im Schrank versteckt und tötet ihn. Daraufhin kommen Wentz und Hurley hinein und sehen den toten Trohman. Stump erwacht wieder aus seiner Trance und sieht, was er angerichtet hat und ist verzweifelt.
Zu Beginn von Death Valley befindet sich Trohman in einem Aufzug. Er trifft dort den Jungen der von Big Sean getötet wurde wieder und wird von diesem in die Hölle geschickt. Dort trifft er auf den Teufel, gespielt von Tommy Lee, und feiert mit ihm sowie mehreren Frauen eine Party. Zurück in der Realität wird Stump von Polizisten verhaftet und Wentz und Hurley in einem Verhör befragt. Sie erhalten per Brief einen Hinweis auf eine Adresse, an der sie auf eine Frau treffen, die die Entführerinnen beobachtet zu haben scheint und bekommen von ihr eine Armbrust und ein Schwert ausgehändigt. Zum Abschied küsst Hurley die Frau. Stump wird aus seiner Zelle geholt und von zwei Entführerinnen mitgenommen.
In Rat A Tat hält die Chefin der Entführerinnen, verkörpert durch Courtney Love, eine Ansprache an ihre Leute. Stump wird zu ihnen in eine Halle gebracht, in der die Frauen damit beschäftigt sind, Musikinstrumente zu zerstören. Er wird an einen Stuhl gefesselt und bekommt Bilder gezeigt, welche ihn erneut in seinen aggressiven Zustand mit den gelben Augen versetzen. Währenddessen dringen Wentz und Hurley in das Gebäude der Frauen ein und holen sich den mysteriösen Koffer von der Chefin zurück. Hurley wird bei der Aktion getötet. Wentz kann entkommen wird aber von Stump gejagt.
Diese Jagd setzt sich in Miss Missing You fort. Wentz wird von Stump durch die Landschaft, über einen Autofriedhof, bis in eine kleine Siedlung verfolgt. In der Siedlung treffen sie auf einige Menschen mit seltsamen Verhaltensweisen. Die Verfolgungsjagd endet in einem Zweikampf zwischen Wentz und Stump, bei dem sich die beiden gegenseitig umbringen. Danach tauchen zwei der Frauen auf, die den Koffer wieder an sich nehmen.
Der Koffer wird dieses Mal an einen Kult übergeben, dessen Mitglieder Masken und schwarze Mäntel tragen. Nach diesem Start des Videos Save Rock And Roll findet sich der noch immer aggressive Stump in demselben Aufzug wieder, in dem auch Trohman nach seinem Tod erwachte. Auch er trifft wieder auf den Jungen, der sich nicht sicher zu sein scheint, wie er mit Stump verfahren soll. Er testet ihn, indem er ihn mit einem Dolch bewaffnet vor einen gefesselten Menschen stellt. Stump setzt zum Töten an, verweigert schlussendlich doch und legt sein aggressives Dasein ab. Daraufhin wird er in den Himmel gebracht, wo er wieder auf seine Bandmitglieder trifft. Die vier lernen Gott, gespielt von Elton John, kennen und machen gemeinsam mit ihm Musik. Anschließend werden sie zurück ins Leben geschickt, wo der Kult in der Zwischenzeit mit dem Koffer ein Ritual vollzieht, welches den Anführer in ein tödliches Monster verwandelt. Mit ihrer Musik bekämpft die Band das Böse und besiegt schließlich den Anführer des Kultes.

### 2015:American Beauty/American Psycho
Am 24. November 2014 gab Fall Out Boy bekannt, dass ihr sechstes Studioalbum namens American Beauty/American Psycho am 20. Januar 2015 erscheinen werde. Die erste Single wurde bereits am 8. September 2014 veröffentlicht.

### 2016
Für die Ghostbusters-Neuverfilmung wurde 2016 mit Missy Elliott eine neue Version des Titellieds aufgenommen. Das Time-Magazin fand sie „nightmare-inducing“ (Alptraum auslösend) und die Los Angeles Times „hauntingly bad“ (ergreifend schlecht).

### Seit 2017:Mania / Hella Mega Tour
Im April 2017 kündigte die Band das Album Mania für den 15. September 2017 an. Zeitgleich wurde die erste Single Young and Menace veröffentlicht. Das Veröffentlichungsdatum für Mania wurde später auf den 19. Januar 2018 verschoben. Zudem wurden die Singles Champions und The Last of the Real Ones veröffentlicht. Letztere zeigte die Band erstmals bei einem Fernsehauftritt zu Gast bei Jimmy Kimmel Live!
Im Herbst 2019 kündigte die Band eine an, bei denen sie von Headlinern wie Green Day und Weezer begleitet werden würden. Aufgrund der Corona-Pandemie wurde die Tour auf 2021 verschoben.

### 2023:So Much (for) Stardust
Am 11. Januar 2023 kündigte die Band die Titelsingle ihres neuen Albums Love from the Other Side an. Mit seiner Veröffentlichung wurde der Titel des neuen Albums bekanntgegeben. So Much (for) Stardust erschien am 24. März 2023.
Gitarrist Joe Trohman erklärte zur Albumankündigung, dass er aufgrund seiner psychischen Verfassung eine Auszeit nehmen werde, aber plane, zur Band zurückzukehren. Die Band spielt damit erstmalig als Trio. Der Titel des zweiten neuen Songs Heartbreak Feels So Good wurde durch eine Art Schnitzeljagd bekannt.
Am 28. Juni 2023 veröffentlichte die Band ein Cover des 1989er Billy Joel Songs We Didn’t Start the Fire und nimmt darin Bezug zu wesentlichen Ereignissen der Jahre 1989–2023.
Im Mai 2023 schloss sich Trohman der Band wieder an.

## Musikalischer Stil
Kritiker beschreiben Fall Out Boy als Pop-Punk- und Punkrock-Band, ihr musikalischer Einfluss stammt u. a. von der Gruppe The Get Up Kids.

## Trivia
- Fall Out Boy hatte einen Gastauftritt in dem Film Sex Drive, bei dem sie in einer Scheune der Amische ein Konzert spielen
- Auch in der dritten Staffel der Fernsehserie One Tree Hill hatte die Band einen Auftritt
- In der letzten Staffel von 90210 hatten sie ebenfalls einen Gastauftritt
- In der 20. Staffel der Simpsons spielte die Band in einer Folge die Melodie des Outros
- Fall Out Boy spielte auch die Hintergrundmusik im Disney-Film Baymax – Riesiges Robowabohu (Originaltitel: Big Hero 6) (mit den Titeln Immortals aus dem Album American Beauty/American Psycho und My Songs Know What You Did In The Dark aus Save Rock and Roll)

## Diskografie
Studioalben

| Jahr | Titel Musiklabel                                                 | Höchstplatzierung, Gesamtwochen, AuszeichnungChartplatzierungen (Jahr, Titel, Musiklabel, Platzierungen, Wochen, Auszeichnungen, Anmerkungen) | Höchstplatzierung, Gesamtwochen, AuszeichnungChartplatzierungen (Jahr, Titel, Musiklabel, Platzierungen, Wochen, Auszeichnungen, Anmerkungen) | Höchstplatzierung, Gesamtwochen, AuszeichnungChartplatzierungen (Jahr, Titel, Musiklabel, Platzierungen, Wochen, Auszeichnungen, Anmerkungen) | Höchstplatzierung, Gesamtwochen, AuszeichnungChartplatzierungen (Jahr, Titel, Musiklabel, Platzierungen, Wochen, Auszeichnungen, Anmerkungen) | Höchstplatzierung, Gesamtwochen, AuszeichnungChartplatzierungen (Jahr, Titel, Musiklabel, Platzierungen, Wochen, Auszeichnungen, Anmerkungen) | Anmerkungen                                                                          |
| Jahr | Titel Musiklabel                                                 | DE | AT | CH | UK | US | Anmerkungen                                                                          |
| ---- | ---------------------------------------------------------------- | --- | --- | --- | --- | --- | ------------------------------------------------------------------------------------ |
| 2003 | Take This to Your Grave Fueled by Ramen                          | — | — | — | UK96 Gold · (1 Wo.)UK | US140 Gold · (1 Wo.)US | Erstveröffentlichung: 6. Mai 2003 Verkäufe: + 600.000, Charteinstieg in US erst 2021 |
| 2005 | From Under the Cork Tree Island Def Jam Music Group              | — | — | — | UK12 Platin · (36 Wo.)UK | US9 ×2Doppelplatin · (79 Wo.)US | Erstveröffentlichung: 3. Mai 2005 Verkäufe: + 2.515.000                              |
| 2007 | Infinity on High Island Def Jam Music Group                      | DE25 (7 Wo.)DE | AT28 (11 Wo.)AT | CH75 (8 Wo.)CH | UK3 ×2Doppelplatin · (40 Wo.)UK | US1 Platin · (52 Wo.)US | Erstveröffentlichung: 6. Februar 2007 Verkäufe: + 2.005.000                          |
| 2008 | Folie à deux Island Def Jam Music Group                          | DE48 (7 Wo.)DE | AT64 (3 Wo.)AT | CH84 (4 Wo.)CH | UK39 Gold · (7 Wo.)UK | US8 Gold · (23 Wo.)US | Erstveröffentlichung: 12. Dezember 2008 Verkäufe: + 635.000                          |
| 2013 | Save Rock and Roll Island Def Jam Music Group                    | DE15 (3 Wo.)DE | AT10 (4 Wo.)AT | CH31 (2 Wo.)CH | UK2 Platin · (39 Wo.)UK | US1 Platin · (149 Wo.)US | Erstveröffentlichung: 12. April 2013 Verkäufe: + 1.370.000                           |
| 2015 | American Beauty/American Psycho Island Records / Universal Music | DE12 (4 Wo.)DE | AT12 (5 Wo.)AT | CH15 (4 Wo.)CH | UK2 Platin · (69 Wo.)UK | US1 Platin · (95 Wo.)US | Erstveröffentlichung: 16. Januar 2015 Verkäufe: + 1.380.000                          |
| 2018 | Mania Island Records / Universal Music                           | DE5 (4 Wo.)DE | AT6 (3 Wo.)AT | CH10 (1 Wo.)CH | UK2 Gold · (11 Wo.)UK | US1 Gold · (8 Wo.)US | Erstveröffentlichung: 19. Januar 2018 Verkäufe: + 600.000                            |
| 2023 | So Much (for) Stardust Fueled by Ramen / Elektra Music Group     | DE6 (2 Wo.)DE | AT15 (1 Wo.)AT | CH52 (1 Wo.)CH | UK3 (3 Wo.)UK | US6 (3 Wo.)US | Erstveröffentlichung: 23. März 2023                                                  |

## Künstlerauszeichnungen
- Kerrang Award
  - 2006 Best Video (Sugar, We’re Goin Down)
  - 2007 Best Video (This Ain’t a Scene, It’s an Arms Race)
  - 2013 Best Single (The Phoenix)
- MTV Video Music Awards
  - 2005 MTV Video Music Awards/MTV2 Award (Sugar, We’re Goin Down)
  - 2006 Viewers Choice Award (Dance, Dance)
  - 2007 Beste Gruppe
  - 2015 Best Rock Video (Uma Thurman)
- MuchMusic Video Award
  - 2006 People’s Choice: Favorite International Group (Dance, Dance)
- Teen Choice Award
  - 2006 Rock Track (Dance, Dance), Single (Dance, Dance), Rock Group
  - 2007 Single (Thnks fr th Mmrs), Rock Group
- Alternative Press Music Awards
  - 2014 Artist of the Year
- iHeartRadio Music Awards
  - 2024 Alternative Artist of the Year